# Puente Guandu
El Puente Guandu (en chino: 關渡大橋) es un puente que atraviesa el río Tamsui, en la isla de Taiwán, que une Bali y Tamsui en la Nueva Ciudad de Taipéi con Beitou, en la ciudad de Taipéi. El puente posee unos 165 metros de largo con la forma de una estructura de arco diseñada por Tung-Yen Lin. Se completó en el año 1983 y ahora lleva a la Ruta Provincial Nº 15.